# جامعة إسطنبول 29 مايو
جامعة إسطنبول 29 مايو (بالتركية: İstanbul 29 Mayıs Üniversitesi)‏ جامعة تركية خاصة تأسست عام 2010.

## الكليات
- كلية الاقتصاد والعلوم الإدارية
  - الاقتصاد
  - العلوم السياسية والعلاقات الدولية
- كلية الآداب
  - الفلسفة
  - الترجمة والترجمة الفورية
  - علم النفس
  - التاريخ
  - اللغة التركية وآدابها
- كلية التربية
  - تعليم اللغة التركية